# Pater Davids boszanger
De Pater Davids boszanger (Phylloscopus armandii) is een zangvogel uit de familie Phylloscopidae.

## Verspreiding en leefgebied
Deze soort komt voor in China, Myanmar, Thailand en Vietnam en telt 2 ondersoorten:
- P. a. armandii: het noordelijke deel van Centraal-en noordoostelijk China.
- P. a. perplexus: het zuidelijke deel van Centraal-China en noordoostelijk Myanmar.